# 스즈키 케이이치
스즈키 케이이치(일본어: 鈴木 慶一, 1951년 8월 28일~)는 일본의 음악가이다. 1975년 일본의 당시 혁신적인 밴드였던 문라이더즈의 창립자 중 하나였고, 비디오 게임과 영화를 위한 사운드트랙을 작곡했다.

## 생애
닌텐도가 제작한 비디오 게임에 타나카 히로카즈와 같이 참여해 1989년에는 마더, 1994년에는 마더 2: 기그의 역습의 사운드트랙을 작곡했다. 1997년에 발매된 WARP의 오디오 게임 리얼 사운드 ~바람의 리그렛~에도 기여했다.

## 출연 작품
- 러브 레터 (1995년) - 이츠키의 아버지(남) 역
- 라스트 레터 (2020년) - 토노 코키치 역
- 치히로 상 (2023년) - 노숙자 아저씨 역
- 고스트캣 앙주 (2024년) - 오쉬 역 (목소리)
- 첫 번째 키스 (2025년) - 아메미야 타츠오 역